# Дијана Фоша
Дијана Фоша (енгл. Diana Fosha) је румунско-амерички психолог, позната је по развоју убрзане искуствене динамичке психотерапије, емпиријски потврђене психотерапије и по раду на психотерапији одраслих који пате од последица трауме везаности и злостављања у детињству.

## Биографија
Рођена је у Букурешту, њена породица је емигрирала у Сједињене Америчке Државе када је имала дванаест година и настанила се у Њујорку. Студирала је психологију на Универзитету Барнард, докторирала је клиничку психологију на Универзитету у Њујорку. Похађала је постдокторску обуку код Хабиба Даванла који је развио облик психодинамске терапије под називом интензивна краткорочна динамичка психотерапија. Радила је на Универзитету у Њујорку и Универзитету Аделфи, као помоћни професор психијатрије у болници Белвју. Развила је теорију и технику убрзане искуствене динамичке психотерапије засновану на неколико концептуалних премиса као полазишта. Њена теорија о томе како се исцељење дешава у психотерапији произилази из њеног тумачења налаза истраживања теорије везаности, истраживања интеракције неговатеља и бебе, позитивне психологије, истраживања емоција, налаза истраживања психотерапије о квалитетима терапеута повезаним са позитивним исходима терапије и феноменологије, психолошког искуства изненадне промене. Њена основна премиса је да је жеља за излечењем и растом повезан капацитет који назива погоном трансформације и да промена лечења мора произићи из ове урођене отпорности. Емоционално исцељење и поновно повезивање мозга се дешава док пацијент формира ново искуство сигурне везе за терапеута који помаже пацијенту да доживи емоције које су у прошлости биле превише неодољиве. Лечење се убрзава праћењем насталог афекта тако да пацијент може да доживи комплетан емоционални доживљај, а затим да се осврне на искуство саме промене исцељења уз помоћ терапеута. Ову технику назива метатерапијском обрадом, а понављано и продужено појачавање искуства промене једном од доприноса психотерапијској литератури. Институт убрзане искуствене динамичке психотерапије је формиран у Њујорку 2004. године и има институте широм Сједињених Америчких Држава, као и у Бразилу, Канади, Француској, Италији, Шведској, Израелу, Кини и Јапану.

### Књиге
- Fosha, D. (2000). The Transforming Power of Affect: A Model For Accelerated Change. Basic Books. 2000.
- Fosha, D, Siegel, D., Solomon M., Eds. The Healing Power of Emotion: Affective Neuroscience, Development & Clinical Practice. 2009.. New York: W.W. Norton & Co.
- Fosha, D (2021). Undoing Aloneness and the Transformation of Suffering Into Flourishing: AEDP 2.0.. American Psychological Association. AAP Prose Award Winner.[16]

### Поглавља у књигама
- Fosha, D. (2000). Meta-therapeutic processes and the affects of transformation: Affirmation and the healing affects. Journal of Psychotherapy Integration. 10, 71–97.
- Fosha, D. (2002). The activation of affective change processes in AEDP. In J. J. Magnavita (Ed.). Comprehensive Handbook of Psychotherapy. Vol. 1: Psychodynamic and Object Relations Psychotherapies New York: John Wiley & Sons.
- Fosha, D. (2003). Dyadic Regulation and Experiential Work with Emotion and Relatedness in Trauma and Disordered Attachment. In M. F. Solomon & D. J. Siegel (Eds.). Healing Trauma: Attachment, Mind, Body, and Brain. New York: Norton.
- Fosha D. (2009). Emotion and recognition at work: Energy, vitality, pleasure, truth, desire & the emergent phenomenology of transformational experience. In D. Fosha, D. J. Siegel & M. F. Solomon (Eds.), The healing power of emotion: Affective Neuroscience, Development, Clinical Practice (pp. 172–203). New York: Norton.
- Fosha, D. (2009). Positive affects and the transformation of suffering into flourishing. W. C. Bushell, E. L. Olivo, & N. D. Theise (Eds.) Longevity, regeneration, and optimal health: Integrating Eastern and Western perspectives (pp. 252-261). New York: Annals of the New York Academy of Sciences.
- Fosha, D. (2009) Healing Attachment Trauma with Attachment (and then some!) In M. Kerman (Ed.) Clinical Pearls of Wisdom: 21 Leading Therapists Offer their Key Insights New York: Norton
- Fosha, D. (2013). Turbocharging the Affects of Healing and Redressing the Evolutionary Tilt. In D. J. Siegel & Marion F. Solomon (Eds). Healing Moments in Psychotherapy. Chapter 8 (pp. 129-168). New York: Norton.
- Fosha, D. (2017). Something More than “Something More than Interpretation:” AEDP Works the Experiential Edge of Transformational Experience to Transform the Internal Working Model. In S. Lord (Ed). Moments of Meeting in Psychoanalysis: Interaction and Change in the Therapeutic Encounter. Chapter 15. New York: Routledge. (Go to Amazon page for the book) Fosha, D. (2017). How to be a Transformational Therapist: AEDP Harnesses Innate Healing Affects to Re-wire Experience and Accelerate Transformation. In J. Loizzo, M. Neale & E. Wolf, (Eds). Advances in Contemplative Psychotherapy: Accelerating Transformation. Chapter 14 (pp. 204-219). New York: Norton. (Go to Amazon page for the book)

### Чланци
- Fosha, D. (2001). The dyadic regulation of affect. Journal of Clinical Psychology/In Session. 57 (2), 227–242.
- Fosha, D. (2001). Trauma reveals the roots of resilience. Special September 11th Issue. Constructivism in the Human Sciences. 6 (1 & 2), 7-15.
- Fosha, D. (2004). "Nothing that feels bad is ever the last step": The role of positive emotions in experiential work with difficult emotional experiences. Special issue on Emotion, L. Greenberg (Ed.). Clinical Psychology and Psychotherapy. 11, 30–43.
- Fosha, D. (2004). Brief integrative psychotherapy comes of age: reflections. Journal of Psychotherapy Integration. 14, 66-92
- Fosha, D. (2005). Emotion, true self, true other, core state: toward a clinical theory of affective change process. Psychoanalytic Review. 92 (4), 513–552.
- Fosha, D. (2006). Quantum transformation in trauma and treatment: Traversing the crisis of healing change. Journal of Clinical Psychology/In Session. 62 (5), 569-583.
- Fosha D. (2009). Emotion and recognition at work: energy, vitality, pleasure, truth, desire & the emergent phenomenology of transformational experience. In D. Fosha, D. J. Siegel & M. F. Solomon (Eds.), The healing power of emotion: Affective neuroscience, development, clinical practice (pp. 172–203). New York: Norton. Also reprinted in The Neuropsychotherapist. Jul/Sep 2013 (2), 28–51. www.theneuropsychotherapist.com
- Lipton, B., & Fosha, D. (2011). Attachment as a Transformative Process in AEDP: Operationalizing the Intersection of Attachment Theory and Affective Neuroscience. Journal of Psychotherapy Integration. 21 (3), 253-279.
- Fosha, D (2013). „A heaven in a wild flower: self, dissociation, and treatment in the context of the neurobiological core self”. Psychoanalytic Inquiry. 33: 496—523. doi:10.108007351690.2013.815067 (неактивно 29. 5. 2025) Проверите вредност параметра |doi= (помоћ).
- Fosha, D. (2013). Speculations on emergence: working the edge of transformational experience and neuroplasticity. International Neuropsychotherapy Magazine, 2013, 1 (1), 120-121. Also in The Neuropsychotherapist, Issue I,  www.theneuropsychotherapist.com.
- Fosha, D. (2018). Introduction to commentaries on sociocultural identity, trauma treatment, and AEDP through the lens of bilingualism in the case of “Rosa.” Pragmatic Case Studies in Psychotherapy, Volume 14, Module 2, Article 2, pp. 115-130.  http://pcsp.libraries.rutgers.edu .
- Fosha, D., Thoma, N. & Yeung, D. (2019). Transforming emotional suffering into flourishing: Metatherapeutic processing of positive affect as a trans-theoretical vehicle for change. Counseling Psychology Quarterly